# Ben 10 Alien Force: The Rise of Hex
Ben 10 Alien Force: The Rise of Hex es un videojuego multiplataforma de Ben 10 al igual que sus antecesores Ben 10: Alien Force: El Juego y Ben 10 Alien Force: Vilgax Attacks, basados en la serie de Ben 10: Fuerza Alienígena. Este juego es sólo para WiiWare y Xbox Live Arcade, y fue anunciado por Konami el 21 de enero de 2010. 

## Argumento
Ben 10 Alien Force: The Rise of Hex es un juego de plataformas de acción y puzles donde los jugadores juegan como Ben Tennyson con la habilidad de transformarse en 10 aliens diferentes. Utilizando los poderes del Omnitrix, los jugadores se verán enviados a pelear contra una nueva amenaza a la tierra. Se podrán transformar en Fuego Pantanoso, Cerebrón, Frío, Humongosaurio, Eco Eco, Piedra, Jetray, Mono Araña, Goop y Lodestar para derrotar a Hex y a sus secuaces, con muchas sorpresas en el camino. Tendrán que utilizar cada alien durante puntos fundamentales en el juego para tomar ventaja de sus habilidades especiales y atributos únicos. Pelearán a través de 15 niveles de rápida acción y acertijos específicos para cada alien para alcanzar la batalla final para salvar a La Tierra de la destrucción.

## Personajes Jugables
Se podrán usar: 
- Ben
- Inferno/Fuego Pantanoso
- Cerebro/Cerebrón
- Gélido/Frío
- Gigantosaurio/Humongosaurio
- Eco Eco
- Megacroma/Piedra
- Turbo-Raya/Jetray
- Mono Araña
- Ameba/Goop
- Estrella Polar/Lodestar
- Posiblemente también Gwen y Kevin.

- Datos: Q2422987